# Абдулкасимов, Али Абдулкасимович
Али Абдулкасимович Абдулкасимов (род. 25 декабря 1934) — советский и узбекский физико-географ. Доктор географических наук (1991), профессор Самаркандского государственного университета (с 1991).
Ученик профессора Ф. Н. Милькова (1918—1996).

## Биография
Родился в Пастарыкском районе Самаркандской области Узбекской ССР.
В 1959 окончил Самаркандский университет.
В 1964 окончил аспирантуру Воронежского государственного университета, а в 1965 защитил кандидатскую диссертацию.
В 1960—1961 — ассистент; в 1964—1968 — старший преподаватель; с 1968 — доцент; в 1970—1980 — заведующий кафедрой физической географии СССР.
С 1991 — профессор Самаркандского университета.
Научные интересы: проблемы картирования, районирования и методики формирования естественных и антропогенных ландшафтов, экология, качественная оценка и охрана современных ландшафтов Средней Азии.
Автор ряда методических пособий по изучению данных проблем.

## Сочинения
- Абдулкасимов А. А. Вопросы классификации антропогенных ландшафтов Средней Азии // Научные зап. Воронеж. отд. Географ. Общества СССР. — Воронеж. 1966. — С. 26 — 30.
- Абдулкасимов А. А. Проблемы изучения межгорно-котловинных ландшафтов Средней Азии. — Ташкент: Фан, 1983. — 128 с.
- Абдулкасимов А. А. Вопросы экологической оптимизации антропогенных ландшафтов Средней Азии // Комплексный мониторинг и практика. — М., 1991.
- Абдулкасимов А. А. Региональные проблемы экологического состояния агроландшафтов Средней Азии.
- Абдулкасимов А. А. Экология антропогенных ландшафтов Центральной Азии и вопросы их оптимизации // Проблемы освоения пустынь. — Изд. Ашхабад. — Вып. 1. — 1997. — С. 64 — 73.